# 善説
善説（ぜんせつ、生没年不詳）は、戦国時代の僧侶。石田三成を匿ったことで知られる。

## 概要
法華寺三珠院（現滋賀県長浜市）の住職。
慶長5年（1600年）に関ヶ原の戦いで敗れた石田三成は伊吹山を越えて古橋村の三珠院を訪ね、善説は三成を匿った。しかし、そのことを知った村人は善説に引渡しを求め、三成はやむなく三珠院を退去した。
『近江輿地志略』によれば善説は三成の幼いころの読み書きの師でもあったことから、敗戦後まずこの善説に助けを求めたと伝わる。